# Repubblica di Haiti (1806-1820)
La Repubblica di Haiti venne costituita il 17 ottobre 1806 a seguito dell'assassinio dell'imperatore Giacomo I e la dissoluzione del Primo Impero di Haiti. La repubblica di Haiti, posta a sud, venne governata dal generale Alexandre Pétion, un haitiano di colore, in qualità di presidente dal 9 marzo 1807 sino alla sua morte il 29 marzo 1818. Venne succeduto da Jean-Pierre Boyer.
A seguito dell'assassinio dell'imperatore Giacomo I, il paese venne diviso. In parallelo al governo di Pétion e Boyer a sud, Henri Christophe governava la parte nord del paese come presidente dello Stato di Haiti; nel 1811 egli proclamò l'istituzione del regno di Haiti con sé stesso come re Enrico I, governando sino alla sua morte nel 1820, quando il paese venne riunificato.

## Politica interna
Inizialmente sostenitore della democrazia, Pétion modificò il 2 giugno 1816 i termini della sua presidenza nella rivedendo la costituzione scritta dieci anni prima, concedendosi il posto di presidente a vita col potere di nominare il suo successore. Successivamente, quando incontrò contrasti col senato, sospese la legislatura nel 1818.
Pétion nominò il generale Jean-Pierre Boyer quale suo successore; il senato approvò la sua scelta. Boyer prese il controllo dello stato nel 1818 alla morte di Pétion per febbre gialla. Dopo la morte di Enrico I e suo figlio nel 1820, Boyer riunì le due parti del paese nel 1820; si portò quindi a unificare l'intera isola di Hispaniola sotto il suo governo nel 1822, e presiedette l'unificata Repubblica di Haiti sino alla propria detronizzazione nel 1843.

### Politica economica
Pétion organizzò l'economia locale sulla base di ricche piantagioni local nelle mani dell'alta società. Fece ridistribuire la terra ai suoi sostenitori ed ai contadini, guadagnandosi il soprannome di Papa Bon-Cœur ("papà buon cuore"). Questa ridistribuzione, ad ogni modo, ridusse la produzione di prodotti per l'esportazione e favorì la produzione interna. Gran parte della popolazione si dedicò all'agricoltura ed il commercio iniziò a declinare velocemente, rendendo difficile la sopravvivenza al nuovo stato.

## Relazioni estere
Pétion diede asilo al leader indipendentista Simón Bolívar nel 1815 e lo rifornì di beni materiali e supporto della fanteria. Questo aiuto vitale ebbe un ruolo fondamentale carriera militare di Bolivar, e gli assicurò il successo nella sua campagna per liberare i paesi che avrebbero costituito lo stato di Gran Colombia.